# Marinarozelotes cumensis
Marinarozelotes cumensis es una especie de araña araneomorfa del género Marinarozelotes, familia Gnaphosidae. Fue descrita científicamente por Ponomarev en 1979.
Se distribuye por Ucrania, Rusia (Europa), Azerbaiyán y Kazajistán. El prosoma mide aproximadamente 2,7 milímetros de longitud y el cuerpo del macho 6,75 milímetros.